# What's My Name?
Pour les articles homonymes, voir What's My Name.
Singles de Rihanna
Only Girl (In the World)
(2010) Who's That Chick?
(2010)
Singles par Drake
Loving You No More
(2010) Fall for Your Type
(2010)
What’s My Name? est une chanson de l'artiste barbadienne Rihanna issue de son cinquième album : Loud (2010) avec la collaboration de Drake. La chanson est le deuxième single de l'album et sort le 29 octobre 2010 sous le label Def Jam Recordings. La chanson a été produite par le duo norvégien Stargate et écrite avec Ester Dean, Traci Hale et Drake. La chanson est envoyée aux radios américaines le 26 octobre.
Les critiques musicaux ont salué la chanson qu'ils considèrent comme le meilleur travail vocal de Rihanna. Ils saluent également la nature romantique et ses airs sexuels. Cependant, les paroles de Drake reçoivent un accueil négatif car elle sous-entendent la pratique du 69. What's My Name est numéro un aux États-Unis, le troisième pour Rihanna en 2010 et le huitième depuis le début de sa carrière. Il devient le premier numéro un de Drake. La chanson est également numéro un au Brésil, Hongrie et Royaume-Uni et atteint le top 5 au Canada, Irlande, Norvège, Nouvelle-Zélande et Slovaquie.
Un clip, réalisé par Philip Andelman, montre la rencontre romantique entre Rihanna et Drake dans une épicerie et d'autres scènes romantiques dans le Lower East Side de Manhattan. Rihanna interprète What's My Name de part et d'autre de l'Atlantique : Saturday Night Live en Amérique et la finale de The X Factor au Royaume-Uni. Cette dernière prestation a résulté en un scandale de Ofcom à cause de l'aspect grivois de la tenue de Rihanna.

## Genèse et structure musicale
What's My Name est une chanson electro-R&B à tempo modéré, produite par le duo norvégien Stargate qui ramène Rihanna à la pop Island de ses débuts avec des rythmes reggae et ska accompagnées d'orgues synthétisées. Bill Lamb d'About.com remarque qu'avant que Rihanna commence à chanter, il y a l'augmentation de « rythmes de boîte à rythmes rêveurs ». Il décrit la piste comme étant « simple » et « évocatrice ». La chanson a été écrite par Mikkel S. Eriksen, Tor Erik Hermansen, Ester Dean, Traci Hale et Aubrey Graham et incorpore « du sexe et de la romance ». Lors d'une interview avec HitQuarters, Hale révèle que Dean est l'une des personnes qui l'a invitée à écrire What's My Name? et Loud. Dans l'interview, Hale dit : « Ma contribution est purement parolière, Ester a composé la mélodie. C'est vraiment un effort de groupe même si – il est dur de faire des chansons car Stargate font leur partie, Ester la sienne et moi aussi – personne ne fait qu'une seule chose ». Quand on lui demande ce qui a inspiré la chanson, elle répond : « Oh l'amour, l'amour, l'amour et c'est sexy – elle commence comme une piste sexy et puis vous mettez quelque chose de sexy ». Hale crédite la chanson comme une réinitiation de sa carrière en tant qu'auteur. Jocelyn Vena de MTV décrit les paroles comme étant « culottées ». Lamb dit que les paroles « parlent de romantisme, sans douceur sexuelle ».
Hermansen dit que la collaboration avec Drake est venue lorsque Rihanna lui a passé la version complète de la chanson. Rihanna dit au Billboard qu'elle « tentait de faire équipe avec quelqu'un et qu'elle voulait la signature de Drake dans la piste ». Elle ajoute que Drake est l'un des meilleurs rappeurs du moment et lorsqu'il a écouté la chanson, il l'a aimée et a écrit un couplet trois jours plus tard. Rihanna trouve la collaboration « jeune et amusante », une collaboration qu'ont également remarqué Stacy Anderson de Spin et Nick Levine de Digital Spy et trouvent des sous-entendus sexuels dans les paroles. Anderson et Levine remarquent des jeux de mots dans les paroles de Drake : « The square root of 69 is 8 something, right / 'Cuz I been trying to work it out, ». Megan Vick de Billboard remarque que « la voix luxuriante de Rihanna montre le début d'une maturité depuis ses précédents singles ».

## Clip vidéo
Rihanna tourne le clip le 26 septembre 2010 à New York avec l'aide de Philip Andelman. Les scènes où apparaît Drake sont tournées le 27 octobre 2010. Le clip est diffusé pour la première fois le 12 novembre 2010 sur la chaîne VEVO de Rihanna sur YouTube.
La vidéo commence avec des paysages de la ville puis la caméra se braque sur une épicerie où Drake parle à un caissier. Rihanna entre et attire son attention. Elle lui sourit et se dirige vers les rayons et prend du lait. Drake la suit et son couplet commence. Il prend sa main et commence à chanter. Le lait tombe de sa main et se répand par terre. Lorsque son couplet se termine, Rihanna le pousse et s'en va en lui souriant.
Quand le couplet de Rihanna commence, elle marche dans la rue et danse. On voit aussi des gens avec des instruments marcher dans la rue ainsi que Rihanna et Drake dans un lit, parlant et buvant du champagne. Les dernières scènes montrent Rihanna à une soirée de reggae avec les gens qu'on voient précédemment jouer avec les instruments lorsque Rihanna chante et danse. La vidéo se termine avec Drake embrassant Rihanna sur la joue dans le lit.

## Interprétations scéniques
Rihanna interprète What's my name dans le Loud Tour entre l'interlude de Pon de replay et Rude Boy. La tenue est différente suivant la période, un short et un haut noir ou pailleté.

## Liste des pistes
- Téléchargement digital

1. What's My Name? (featuring Drake) – 4:24

EP Remixes
1. What's My Name? (Low Sunday Up On It Extended) – 5:03
2. What's My Name? (Low Sunday Up On It Instrumental) – 5:00
3. What's My Name? (Kik Klap Mixshow) – 4:10
4. What's My Name? (Original Version Clean) – 4:27

CD single en Allemagne
1. What's My Name? (featuring Drake) – 4:24
2. What's My Name? (Low Sunday "Up On It" Radio) – 3:47

## Classements hebdomadaires par pays
| Classement (2010)                       | Meilleure position |
| --------------------------------------- | ------------------ |
| Allemagne (Media Control AG)            | 12                 |
| Australie (ARIA)                        | 18                 |
| Autriche (Ö3 Austria Top 40)            | 13                 |
| Belgique (Flandre Ultratop 50 Singles)  | 28                 |
| Belgique (Wallonie Ultratop 50 Singles) | 40                 |
| Canada (Canadian Hot 100)               | 5                  |
| Danemark (Tracklisten)                  | 35                 |
| Écosse (OCC)                            | 1                  |
| Espagne (PROMUSICAE)                    | 42                 |
| États-Unis (Hot 100)                    | 1                  |
| États-Unis (Hot R&B/Hip-Hop Songs)      | 2                  |
| États-Unis (Pop Songs)                  | 4                  |
| France (SNEP)                           | 16                 |
| France (SNEP Téléchargement)            | 5                  |
| Irlande (IRMA)                          | 3                  |
| Italie (FIMI)                           | 8                  |
| Nouvelle-Zélande (RMNZ)                 | 3                  |
| Norvège (VG-lista)                      | 4                  |
| Pays-Bas (Single Top 100)               | 20                 |
| Royaume-Uni (UK Singles Chart)          | 1                  |
| Royaume-Uni (UK R&B Chart)              | 1                  |
| Slovaquie (IFPI Rádio)                  | 3                  |
| Suède (Sverigetopplistan)               | 20                 |
| Suisse (Schweizer Hitparade)            | 13                 |